# Lalita Babar
Lalita Babar (Satara, 2 giugno 1989) è una siepista e mezzofondista indiana.

## Biografia
Inizia la sua carriera sportiva come mezzofondista: nel 2009 si classifica ottava nei 3 000 metri piani ai Giochi asiatici indoor di Hanoi, stessa posizione che raggiunge nei 10 000 metri piani ai Giochi del Commonwealth di Delhi 2010. Nel 2010 fa anche registrare il nuovo record indiano dei 10 km su strada con il tempo di 34'14".
Nel 2014 passa alle siepi, conquistando la medaglia di bronzo nei 3 000 metri siepi ai Giochi asiatici di Incheon, mentre nel 2015 si diploma campionessa asiatica dei 3 000 metri siepi ai campionati asiatici di Wuhan. Due mesi dopo prende parte ai campionati mondiali di Pechino, classificandosi ottava nei 3 000 metri siepi.
Nel 2016 partecipa ai Giochi olimpici di Rio de Janeiro, classificandosi decima nei 3 000 metri siepi con il tempo di 9'22"74; in semifinale aveva corso la stessa distanza in 9'19"76, nuovo record indiano.

## Record nazionali
- 3 000 metri piani: 9'19"76 ( Rio de Janeiro, 13 agosto 2016)
- 10 km su strada: 34'14" ( Hyderabad, 28 novembre 2010)

## Progressione

### 5 000metri piani
| Stagione | Tempo     | Luogo              | Data       | Rank. Mond. |
| -------- | --------- | ------------------ | ---------- | ----------- |
| 2015     | 15'46"73  | Thiruvananthapuram | 9-2-2015   |             |
| 2013     | 17'22"78  | Patiala            | 26-4-2013  |             |
| 2012     | 16'56"5 m | Bhubaneswar        | 3-2-2012   |             |
| 2011     | 17'16"54  | Nuova Delhi        | 17-2-2011  |             |
| 2010     | 16'51"02  | Ranchi             | 1-5-2010   |             |
| 2009     | 16'51"02  | Chennai            | 21-10-2009 |             |

### 3 000metri siepi
| Stagione | Tempo    | Luogo          | Data      | Rank. Mond. |
| -------- | -------- | -------------- | --------- | ----------- |
| 2016     | 9'19"76  | Rio de Janeiro | 13-8-2016 |             |
| 2015     | 9'27"86  | Pechino        | 24-8-2015 |             |
| 2014     | 9'35"37  | Incheon        | 27-9-2014 |             |
| 2013     | 10'33"40 | Ranchi         | 8-9-2013  |             |

### Maratona
| Stagione | Tempo    | Luogo  | Data      | Rank. Mond. |
| -------- | -------- | ------ | --------- | ----------- |
| 2016     | 2h41'55" | Mumbai | 17-1-2016 |             |
| 2015     | 2h38'21" | Mumbai | 18-1-2015 |             |
| 2014     | 2h50'31" | Mumbai | 19-1-2014 |             |
| 2013     | 2h53'42" | Mumbai | 20-1-2013 |             |
| 2012     | 2h53'35" | Mumbai | 15-1-2012 |             |

## Palmarès
| Anno | Manifestazione          | Sede           | Evento        | Risultato | Prestazione | Note |
| ---- | ----------------------- | -------------- | ------------- | --------- | ----------- | ---- |
| 2009 | Giochi asiatici indoor  | Hanoi          | 3000 m piani  | 8ª        | 10'22"27    |      |
| 2010 | Giochi del Commonwealth | Delhi          | 10000 m piani | 8ª        | 35'03"49    |      |
| 2014 | Giochi asiatici         | Incheon        | 3000 m siepi  | Bronzo    | 9'35"37     |      |
| 2015 | Campionati asiatici     | Wuhan          | 3000 m siepi  | Oro       | 9'34"3      |      |
| 2015 | Campionati asiatici     | Wuhan          | 10000 m piani | Finale    | n/d         |      |
| 2015 | Mondiali                | Pechino        | 3000 m siepi  | 8ª        | 9'29"64     |      |
| 2015 | Mondiali                | Pechino        | Maratona      | dns       | dns         |      |
| 2016 | Giochi olimpici         | Rio de Janeiro | 3000 m siepi  | 10ª       | 9'22"74     |      |

## Campionati nazionali
- 1 volta campionessa indiana assoluta dei 5 000 metri piani (2010)
- 1 volta campionessa indiana assoluta dei 3 000 metri siepi (2015)

2010
- Oro ai campionati indiani assoluti, 5000 m piani - 17'25"61
- Bronzo ai campionati indiani assoluti, 10000 m piani - 35'13"76

2011
- 4ª ai campionati indiani assoluti, 10000 m piani - 37'31"12

2013
- Argento ai campionati indiani assoluti, 3000 m siepi - 10'33"40

2015
- Oro ai campionati indiani assoluti, 3000 m siepi - 9'39"83

## Altre competizioni internazionali
2010
- 19ª alla mezza maratona di Delhi - 1h18'05"

2011
- 19ª alla mezza maratona di Delhi - 1h17'38"

2012
- 20ª alla mezza maratona di Delhi - 1h20'47"

2013
- 16ª alla mezza maratona di Delhi - 1h20'09"

2015
- 8ª alla mezza maratona di Delhi - 1h10'52"

2016
- 13ª allo Shanghai Golden Grand Prix, 3000 m siepi - 9'43"30